# Platypelis cowanii
Platypelis cowanii — вид жаб роду Platypelis родини карликових райок (Microhylidae). 

## Поширення
Ендемік Мадагаскару. Типовим місцезнаходженням є провінція Бетсілео на сході країни. Населяє тропічні та субтропічні дощові ліси.

## Спосіб життя
Це деревний вид,  все життя проводить на деревах. Ікру відкладує у дупла та пазухи між гілками дерев. Там розвиваються пуголовки. Личинки нічого не їдять поки не перетворяться.